# Otto Suenson (virksomhed)
Otto Suenson & Co. er et dansk vingrossistfirma, grundlagt 28. maj 1880 af den hjemvendte søfarer Otto Suenson (1855-1931), der sejlede i den danske flåde omkring Malaga og Madeira. Virksomheden ligger i Dronningens Tværgade 7 i København og har filialer i Roskilde, Hørsholm, og Gentofte.
I 1931 optoges V. Aa. Preben-Andersen (1906-1946) som medindehaver og overtog samme år firmaet som eneindehaver efter Otto Suensons død. Efter V. Aa. Preben-Andersens død i 1946 overtoges firmaet af hans enke, fru Magda Preben-Andersen (f. 1909).